# Derbe muiri
Derbe muiri är en insektsart som beskrevs av William Lucas Distant 1938. Derbe muiri ingår i släktet Derbe och familjen Derbidae. Inga underarter finns listade i Catalogue of Life.